# Södra Smörseltjärnen
Södra Smörseltjärnen är en sjö i Skellefteå kommun i Västerbotten och ingår i Rickleåns huvudavrinningsområde.